# Michel Frichet
Michel Frichet est un producteur de cinéma et de films et séries pour la télévision.

## Parcours
Michel Frichet commence sa carrière cinématographique aux côtés de Claude Chabrol à la fin des années 1972 sur le film Les Noces rouges. 
Entre 1973 et 1975 il restera dans l'équipe de Claude Chabrol, passant rapidement du poste de régisseur adjoint à Régisseur Général. Technisonor, une des principales sociétés de production de fictions télévisuelles françaises, lui propose la Régie Générale de deux séries de prestige de six films d’1h30 : Les Secrets de la mer Rouge puis Au plaisir de Dieu.
En 1979, un jeune producteur, Ariel Zeitoun, lui propose de le rejoindre comme directeur de production. Très rapidement, à l'occasion de la production de La Banquière avec Romy Schneider, il entrera au capital de la société. Leur collaboration ne durera que 5 ans mais sera fructueuse avec notamment  La Banquière de Francis Giraud, Le Grand Pardon d'Alexandre Arcady et Coup de foudre de Diane Kurys.
En 1985 il ouvre sa propre société de production et s'associe avec Marie-Christine de Montbrial. Leur association durera 20 ans. 
Ensemble ils produiront pour le cinéma et la télévision : notamment  La Soule, Hercule et Sherlock, Aujourd'hui peut-être..., la 1re série télévisuelle L'Avocate, 9 fois 52 min) mettant en scène une jeune avocate, et le 1er film en Imax français, 'Skydance.  En 2004,  ils mettent fin à leur association.
Michel Frichet va créer une société de nouvelles technologies, 3DTV Solutions, pionnière dans l’image en relief.
Au début de 2012, il revient au cinéma en s’associant avec Philippe Cosson au sein de Zagarianka Productions et développe de nouveau des projets de long métrage.

## Filmographie sélective
- Skydance de Eric Magnan film en Imax 70 mm/15 perforations
- Hercule et Sherlock de Jeannot Szwarc avec Christophe Lambert, Richard Anconina
- Les lauriers sont coupés de Michel Sibra avec Catherine Frot
- L'Avocate de Jean-Claude Sussfeld
- Si le loup y était de Michel Sibra avec Julien Guiomar
- Aujourd'hui peut-être... de Jean-Louis Bertuccelli avec Giulietta Masina
- La Seconde de Christopher Frank avec Anny Duperey, Jean Rochefort
- Julie de Carneilhan de Christopher Frank avec Caroline Cellier, Jean-Louis Trintignant
- Duo de Claude Santelli avec Pierre Arditi, Evelyne Bouix
- Le Blé en herbe de Serge Meynard avec Marianne Basler
- La Soule de Michel Sibra avec Richard Bohringer, Christophe Malavoy, nomination au César de la meilleure 1re œuvre
- Blanche et Marie de Jacques Renard avec Miou-Miou, Sandrine Bonnaire
- Souvenirs, Souvenirs d'Ariel Zeitoun avec Christophe Malavoy, Marlène Jobert
- Le Grand Carnaval d'Alexandre Arcady avec Philippe Noiret, Roger Hanin
- La Palombière de Jean-Pierre Denis
- Coup de foudre de Diane Kurys avec Miou-Miou, Isabelle Huppert
- Le Grand Frère de Francis Girod avec Gérard Depardieu, Jean Rochefort
- Le Grand Pardon d'Alexandre Arcady avec Roger Hanin, Bernard Giraudeau
- La Banquière de Francis Girod avec Romy Schneider, Claude Brasseur
- Rien ne va plus de Jean-Michel Ribes avec Jacques Villeret